# Clussais-la-Pommeraie
Clussais-la-Pommeraie és un municipi francès situat al departament de Deux-Sèvres i a la regió de la Nova Aquitània. L'any 2007 tenia 620 habitants.

## Demografia

### Població
El 2007 la població de fet de Clussais-la-Pommeraie era de 620 persones. Hi havia 250 famílies de les quals 52 eren unipersonals (28 homes vivint sols i 24 dones vivint soles), 85 parelles sense fills, 93 parelles amb fills i 20 famílies monoparentals amb fills.
La població ha evolucionat segons el següent gràfic:
Habitants censats

### Habitatges
El 2007 hi havia 377 habitatges, 258 eren l'habitatge principal de la família, 75 eren segones residències i 44 estaven desocupats. 373 eren cases i 1 era un apartament. Dels 258 habitatges principals, 220 estaven ocupats pels seus propietaris, 32 estaven llogats i ocupats pels llogaters i 5 estaven cedits a títol gratuït; 1 tenia una cambra, 17 en tenien dues, 25 en tenien tres, 59 en tenien quatre i 156 en tenien cinc o més. 209 habitatges disposaven pel capbaix d'una plaça de pàrquing. A 131 habitatges hi havia un automòbil i a 106 n'hi havia dos o més.

### Piràmide de població
La piràmide de població per edats i sexe el 2009 era:
| Homes | Edats   | Dones |
| ----- | ------- | ----- |
| 0     | 95 o +  | 0     |
| 0     | 90 a 94 | 0     |
| 4     | 85 a 89 | 0     |
| 8     | 80 a 84 | 0     |
| 24    | 75 a 79 | 16    |
| 16    | 70 a 74 | 24    |
| 28    | 65 a 69 | 28    |
| 28    | 60 a 64 | 36    |
| 16    | 55 a 59 | 12    |
| 32    | 50 a 54 | 12    |
| 24    | 45 a 49 | 16    |
| 20    | 40 a 44 | 20    |
| 24    | 35 a 39 | 12    |
| 20    | 30 a 34 | 20    |
| 4     | 25 a 29 | 4     |
| 20    | 20 a 24 | 16    |
| 20    | 15 a 19 | 20    |
| 20    | 10 a 14 | 12    |
| 16    | 5 a 9   | 12    |
| 16    | 0 a 4   | 8     |

## Economia
El 2007 la població en edat de treballar era de 359 persones, 231 eren actives i 128 eren inactives. De les 231 persones actives 203 estaven ocupades (124 homes i 79 dones) i 28 estaven aturades (11 homes i 17 dones). De les 128 persones inactives 59 estaven jubilades, 24 estaven estudiant i 45 estaven classificades com a «altres inactius».

### Ingressos
El 2009 a Clussais-la-Pommeraie hi havia 256 unitats fiscals que integraven 584 persones, la mediana anual d'ingressos fiscals per persona era de 14.695 €.

### Activitats econòmiques
Dels 19 establiments que hi havia el 2007, 1 era d'una empresa de fabricació d'altres productes industrials, 7 d'empreses de construcció, 2 d'empreses de comerç i reparació d'automòbils, 1 d'una empresa d'informació i comunicació, 3 d'empreses de serveis, 2 d'entitats de l'administració pública i 3 d'empreses classificades com a «altres activitats de serveis».
Dels 7 establiments de servei als particulars que hi havia el 2009, 1 era un taller de reparació d'automòbils i de material agrícola, 3 paletes, 1 guixaire pintor, 1 fusteria i 1 perruqueria.
L'any 2000 a Clussais-la-Pommeraie hi havia 42 explotacions agrícoles que ocupaven un total de 2.289 hectàrees.

## Equipaments sanitaris i escolars
El 2009 hi havia una escola elemental integrada dins d'un grup escolar amb les comunes properes formant una escola dispersa.

## Poblacions més properes
El següent diagrama mostra les poblacions més properes.